# نیروهای دفاعی لسوتو
نیروی دفاعی لسوتو (به انگلیسی: Lesotho Defence Force یا LDF) ارتش ملی پادشاهی لسوتو است که وظیفهٔ حفظ امنیت داخلی، تمامیت ارضی و دفاع از قانون اساسی کشور را برعهده دارد. این نیرو متشکل از ارتش و یک بخش هوایی کوچک است و مقر اصلی آن در پایتخت، ماسرو قرار دارد.
لسوتو کشوری کوهستانی و محصور در خشکی است که به‌طور کامل توسط آفریقای جنوبی احاطه شده، بنابراین دفاع خارجی این کشور به‌طور ضمنی توسط همسایه قدرتمندش تضمین می‌شود. در نتیجه، نیروی دفاعی لسوتو بیشتر بر مأموریت‌های امنیت داخلی و کنترل مرزها متمرکز است.

## تاریخچه
ارتش لسوتو در سال ۱۹۷۸ تأسیس شد. این نیرو در رویدادهای مهمی چون کودتای نظامی ۱۹۸۶، درگیری‌های داخلی در ۱۹۹۴ و ۱۹۹۸، و همچنین ناآرامی‌های پس از انتخابات سراسری ۲۰۰۷ مشارکت داشت.
پس از برگزاری انتخابات سراسری ۱۹۹۳، در اوت ۱۹۹۴، شاه لتسی سوم با حمایت ارتش، پارلمان تازه‌منتخب را منحل کرد و دست به یک کودتا زد.
در ۳۰ اوت ۲۰۱۴، کودتایی نظامی علیه دولت صورت گرفت که نخست‌وزیر وقت، توماس تابانه را وادار به فرار به آفریقای جنوبی برای سه روز کرد.
در سپتامبر ۲۰۱۷، ژنرال خوآنتله موتسوموتسو، فرمانده وقت ارتش، به دست چند افسر پایین‌رتبه ترور شد. این واقعه بحران جدیدی ایجاد کرد و به مداخله جامعه توسعه جنوب آفریقا (SADC) انجامید.
در سال ۲۰۲۱، یگان‌هایی از ارتش لسوتو در چارچوب مأموریت جامعه توسعه جنوب آفریقا در موزامبیک (SAMIM) به استان کابو دلگادو اعزام شدند تا به دولت موزامبیک در مقابله با شورش‌های اسلام‌گرایان کمک کنند. این نیروها در حملات ۲۰۲۱ در کابو دلگادو مشارکت داشتند.

## ارتش
ارتش لسوتو در دههٔ ۱۹۶۰ میلادی به‌عنوان نیروی پلیس شبه‌نظامی شکل گرفت و در ۱ آوریل ۱۹۷۸ به‌طور رسمی و مستقل از پلیس سواره نظام لسوتو تأسیس شد. این نیرو در اوت ۱۹۷۹ به‌عنوان ارتش کشور به رسمیت شناخته شد و در دههٔ ۱۹۸۰، در واکنش به فعالیت‌های شورشی حزب کنگره باسوتولند، گسترش یافت.
پس از کودتای نظامی ژانویه ۱۹۸۶ که منجر به قدرت‌گیری ژنرال جاستین لخانیا شد، نام ارتش به نیروی دفاعی سلطنتی لسوتو (Royal Lesotho Defence Force) تغییر یافت. تا سال ۱۹۹۰، شمار پرسنل این نیرو حدود ۲۰۰۰ نفر برآورد می‌شد که در قالب یک گروهان شناسایی، یک آتشبار توپخانه، هفت گروهان رزمی، یک گروهان پشتیبانی و یک دسته نیروهای ویژه سازمان‌دهی شده بودند.

## تجهیزات

### سلاح‌های سبک
| نام                     | تصویر         | کالیبر          | نوع                   | کشور سازنده         | توضیحات       |
| مسلسل‌های دستی           | مسلسل‌های دستی | مسلسل‌های دستی   | مسلسل‌های دستی         | مسلسل‌های دستی       | مسلسل‌های دستی |
| ----------------------- | ------------- | --------------- | --------------------- | ------------------- | ------------- |
| استرلینگ                |               | ۹×۱۹ میلی‌متر    | مسلسل دستی            | بریتانیا            |               |
| یوزی                    |               | ۹×۱۹ میلی‌متر    | مسلسل دستی            | اسرائیل             |               |
| تفنگ‌های تهاجمی          |               |                 |                       |                     |               |
| آکاام                   |               | ۷٫۶۲×۳۹ میلی‌متر | تفنگ تهاجمی           | اتحاد جماهیر شوروی  |               |
| آکا-۷۴                  |               | ۵٫۴۵×۳۹ میلی‌متر | تفنگ تهاجمی           | اتحاد جماهیر شوروی  |               |
| نوع ۵۶ (آکا-۴۷)         |               | ۷٫۶۲×۳۹ میلی‌متر | تفنگ تهاجمی           | چین                 |               |
| آی‌ام‌آی جلیل             |               | ۵٫۵۶×۴۵ میلی‌متر | تفنگ تهاجمی           | اسرائیل             |               |
| وکتور آر۴               |               | ۵٫۵۶×۴۵ میلی‌متر | تفنگ تهاجمی           | آفریقای جنوبی       |               |
| ام۱۶                    |               | ۵٫۵۶×۴۵ میلی‌متر | تفنگ تهاجمی           | ایالات متحده آمریکا |               |
| برتا آر ۷۰/۹۰           |               | ۵٫۵۶×۴۵ میلی‌متر | تفنگ تهاجمی           | ایتالیا             |               |
| اف‌ان فال                |               | ۷٫۶۲×۵۱ میلی‌متر | تفنگ‌برتری             | بلژیک               |               |
| لی–انفیلد               |               | .۳۰۳ British    | تفنگ پی‌درپی           | امپراتوری بریتانیا  |               |
| تفنگ‌های دورزن (اسنایپر) |               |                 |                       |                     |               |
| دراگونوف                |               | ۷٫۶۲×۵۴ میلی‌متر | تفنگ دورزن / اسنایپر  | اتحاد جماهیر شوروی  |               |
| مسلسل‌های سبک و متوسط    |               |                 |                       |                     |               |
| برن                     |               | ۷٫۶۲×۵۱ میلی‌متر | مسلسل سبک             | بریتانیا            |               |
| آر‌پی‌دی                  |               | ۷٫۶۲×۳۹ میلی‌متر | مسلسل خودکار گروهی    | اتحاد جماهیر شوروی  |               |
| آرپی‌کی                  |               | ۷٫۶۲×۳۹ میلی‌متر | مسلسل خودکار گروهی    | اتحاد جماهیر شوروی  |               |
| اف‌ان ام‌آژ               |               | ۷٫۶۲×۵۱ میلی‌متر | مسلسل عمومی           | بلژیک               |               |
| ام۲ برونینگ             |               | .۵۰ BMG         | مسلسل سنگین           | ایالات متحده آمریکا |               |
| پرتابگر موشک ضدزره      |               |                 |                       |                     |               |
| آرپی‌جی-۷                |               | ۴۰ میلی‌متر      | پرتاب‌کننده موشک ضدزره | اتحاد جماهیر شوروی  |               |

### تسلیحات ضدتانک
| نام  | تصویر | نوع                | کشور سازنده         | کالیبر      | توضیحات        |
| ---- | ----- | ------------------ | ------------------- | ----------- | -------------- |
| ام۴۰ |       | تفنگ بدون عقب‌نشینی | ایالات متحده آمریکا | ۱۰۶ میلی‌متر | ۶ قبضه در خدمت |

### تانک‌ها
| نام      | تصویر | نوع        | کشور سازنده        | تعداد | وضعیت | توضیحات                         |
| -------- | ----- | ---------- | ------------------ | ----- | ----- | ------------------------------- |
| تی-۵۴/۵۵ |       | تانک متوسط | اتحاد جماهیر شوروی | ۱     |       | منبع: The Military Balance 2021 |

### خودروهای شناسایی
| نام             | تصویر | نوع                       | کشور سازنده        | تعداد | وضعیت | توضیحات                   |
| --------------- | ----- | ------------------------- | ------------------ | ----- | ----- | ------------------------- |
| بی‌آر‌دی‌ام-۲      |       | خودروی شناسایی زرهی آبی‌رو | اتحاد جماهیر شوروی | ۲     |       | The Military Balance 2021 |
| پانهارد اِی‌اِم‌اِل  |       | خودرو زرهی سبک            | فرانسه             | ۶     |       | The Military Balance 2021 |
| رم ام‌کا۳        |       | خودروی زرهی               | اسرائیل            | ۶     |       | The Military Balance 2021 |
| آربی‌وای ام کا ۱ |       | خودروی زرهی               | اسرائیل            | ۱۰    |       | The Military Balance 2021 |
| شورلند اس ۵۲    |       | خودروی زرهی               | بریتانیا           | ۸     |       | The Military Balance 2021 |

## نیروی هوایی

گارد افتخار نیروهای دفاعی لسوتو

نیروی هوایی نیروهای دفاعی لسوتو (Lesotho Defence Force Air Wing) در سال ۱۹۷۸ به عنوان شاخه‌ای از واحد متحرک پلیس شبه‌نظامی تأسیس شد. این واحد در ابتدا با دو فروند هواپیمای ترابری توربواپت کوتاه‌برد از نوع «شورت اسکای‌ون»، یک فروند هواپیمای آموزشی اجاره‌ای «سسنا A152 آروبَت»، دو فروند بالگرد «MBB Bo 105» و یک فروند بالگرد «بل ۴۷G» با موتور توربوشافت شروع به کار کرد. دو فروند بالگرد «میل Mi-2» که توسط لیبی در سال ۱۹۸۳ اهدا شده بودند، تا سال ۱۹۸۶ بازنشسته شدند.
تحویل چهار فروند بالگرد «بل ۴۱۲» به دلیل تأثیرات سیاسی آفریقای جنوبی بین سال‌های ۱۹۸۳ تا ۱۹۸۶ به تأخیر افتاد. اما پس از کودتای نظامی ۱۹۸۶ و انعقاد توافقات امنیتی جدید با آفریقای جنوبی، وضعیت تغییر کرد. در اواسط دهه ۱۹۸۰ نیروی هوایی با نیروهای دفاعی لسوتو ادغام شد. در سال ۱۹۸۹ هواپیماهای اسکای‌ون با دو فروند هواپیمای سبک ترابری توربواپت «CASA C-212 آویوکَر» جایگزین شدند که یکی از آن‌ها به سرعت سقوط کرد و یک فروند سوم در سال ۱۹۹۲ تحویل داده شد. همچنین در سال ۱۹۹۸ یک فروند پنجم «بل ۴۱۲» مدل EP برای جایگزینی بالگردی که در ژانویه همان سال از دست رفته بود، تحویل گرفته شد.

### هواگردها

نماد نیروی دفاعی لسوتو

| نام هواگرد               | کشور سازنده         | نوع                     | مدل / نسخه        | تعداد در خدمت     | توضیحات           |
| هواپیماهای ترابری        | هواپیماهای ترابری   | هواپیماهای ترابری       | هواپیماهای ترابری | هواپیماهای ترابری | هواپیماهای ترابری |
| ------------------------ | ------------------- | ----------------------- | ----------------- | ----------------- | ----------------- |
| کاسا سی-۲۱۲ آویوکار      | اسپانیا             | هواپیمای ترابری سبک     | -                 | ۲                 | -                 |
| جی‌ای۸ ایروان             | استرالیا            | هواپیمای کاربری عمومی   | -                 | ۱                 | -                 |
| بالگردها                 |                     |                         |                   |                   |                   |
| بل ۴۱۲                   | ایالات متحده آمریکا | بالگرد کاربری عمومی     | -                 | ۳                 | -                 |
| یوروکوپتر ای‌اس۳۵۰ اکوروی | فرانسه              | بالگرد سبک کاربری عمومی | -                 | ۳                 | -                 |

### حوادث و سوانح
در ۱۳ آوریل ۲۰۱۷، یک فروند بالگرد «یوروکوپتر ئی‌سی۱۳۵» در منطقه تبا پوتسوا سقوط کرد که منجر به کشته شدن چهار نفر از جمله سه سرباز و یک مقام وزارت دارایی شد. این بالگرد در حال انتقال مستمری‌بگیران به مناطق دورافتاده بود. گزارش‌ها نشان می‌دهد بالگرد به خطوط برق برخورد کرده و در مناطق کوهستانی سقوط کرده است. دو سرباز در محل کشته شدند و دو نفر دیگر که به شدت مجروح شده بودند، در بیمارستان جان باختند.